# Katádfa
Katádfa ist eine ungarische Gemeinde im Kreis Szigetvár im Komitat Baranya.

## Geografische Lage
Katádfa liegt siebeneinhalb Kilometer südöstlich der Stadt Szigetvár. Nachbargemeinden sind Bánfa, Dencsháza und Rózsafa. 

## Sehenswürdigkeiten
- Reformierte Kirche
- Weltkriegsdenkmal (Világháborús emlékmű)

## Verkehr
Katádfa ist nur über Nebenstraßen zu erreichen. Der nächstgelegene Bahnhof befindet sich fünf Kilometer nordöstlich in Nagypeterd.